# Rossby-Welle
Rossby-Wellen, auch als planetarische Wellen bezeichnet, sind großräumige Wellenbewegungen im Ozean oder der Erdatmosphäre.
Das den planetaren Wellen zugrunde liegende physikalische Prinzip ist die Erhaltung der potentiellen Vortizität. Wenn ein Flüssigkeitsteilchen in der Luft oder dem Wasser an der Oberfläche einer rotierenden Kugel nicht parallel zur Rotationsachse verschoben wird, wird es durch die Coriolisbeschleunigung abgelenkt, deren Parameter von der geografischen Breite abhängt. Die sich ändernde potentielle Vortizität ruft eine rückstellende Kraft hervor, die proportional zur Verschiebung aus der Ausgangslage des Teilchens ist. Dies führt zu einer meridionalen Schwingung mit einer westwärts gerichteten Phasengeschwindigkeit.
Sydney Samuel Hough formulierte 1897 als erster die Gleichungen für die Bewegung planetarer Wellen auf einer rotierenden Kugel und diskutierte die Lösungen in sphärischen Koordinaten. Benannt werden die Wellen nach Carl-Gustaf Rossby, der für das Problem eine Näherungslösung in kartesischen Koordinaten entwickelte.

## Atmosphärische Rossby-Wellen
Im Gesamtbild der planetarischen Zirkulation der Luftmassen der Erdatmosphäre sind Rossby-Wellen als mäandrierender Verlauf des Polarfrontjetstreams entlang der Luftmassengrenze zwischen der kalten Polarluft der Polarzelle und der deutlich wärmeren Luft der Ferrel-Zelle auf der Nord- und in geringerer Ausprägung auch auf der Südhalbkugel der Erde beobachtbar.

Rossby-Wellen im Jetstream:
a, b: Einsetzende Wellenbildung
c: Beginnende Abtrennung eines Kaltlufttropfens
blau / orange: kalte / warme Luftmassen

Jetstreams entstehen infolge globaler Ausgleichsbewegungen zwischen verschiedenen Temperaturregimen beziehungsweise Hoch- und Tiefdruckgebieten. Bedingt durch unregelmäßige thermische Gefälle verläuft die Luftmassengrenze zwischen warmer Subtropen- und kalter Polarluft nicht geradlinig, sondern mäandriert. Die so entstehende wellenförmige Luftmassengrenze wird Rossby-Welle genannt und ist in der nebenstehenden Abbildung dargestellt. Die Faltung des Polarfrontjetstreams ist in der Realität uneinheitlich und windet sich auch nicht durchgehend um die gesamte Erdhalbkugel. Ein aktuelles Bild der mäandrierenden Jetstream-Bänder ist in den Weblinks einsehbar.
Der Jetstream reißt zudem die unteren Luftschichten mit, wobei entsprechend der Verwirbelung der Rossby-Welle stets dynamische Tiefdruckgebiete (Zyklone) in Richtung Pol (im Gegenuhrzeigersinn verdreht über den 'Wellentälern', so genannte Tröge) und in Richtung Äquator Hochdruckgebiete (im Uhrzeigersinn verdreht unter den 'Wellenbergen', sogenannte Rücken) ausscheren. Diese Tiefdruckgebiete, wie beispielsweise das Islandtief, sind am mitteleuropäischen Wetter maßgeblich beteiligt, da sie durch ihre Frontensysteme zu einem charakteristischen Witterungswechsel führen.
Da diese Verwirbelungen vorwiegend durch kontinentale Hindernisse hervorgerufen werden und diese auf der Nordhalbkugel wesentlich ausgeprägter sind als in der Südhalbkugel, zeigt sich dieser Effekt und damit auch die Rossby-Wellen auf der Nordhalbkugel wesentlich stärker.
„Ein subtiler Resonanzmechanismus, der Wellen in den mittleren Breiten festhält und sie deutlich verstärkt,“ wurde 2014 als Ursache unter anderem für die seit der Jahrtausendwende gestiegene Anzahl der Wetterextreme im Sommer – wie etwa die Rekord-Hitzewelle 2010 in Osteuropa, die mit Ernteeinbußen und verheerenden Waldbränden um Moskau einherging – in Verbindung gebracht.

## Ozeanische Rossby-Wellen
Rossby-Wellen spielen für die subinertiale Dynamik des Ozeans eine wichtige Rolle. Sie ermöglichen eine stationäre windgetriebene Ozeanzirkulation und prägen ihre Form in charakteristischer Weise, sie beeinflussen die Eigenschaften von mesoskaligen Wirbeln im Ozean und spielen eine wichtige Rolle bei der Ausbreitung von Ozean-Klima-Signalen, beispielsweise bei den ENSO-Ereignissen (El Niño-Southern Oscillation).
Sie werden im Inneren der Ozeanbecken durch räumliche Variationen des Oberflächenwindes und durch Luftdruck-Schwankungen an der Meeresoberfläche angeregt oder von den meridonal verlaufenden Küsten als Reaktion auf zeitliche Schwankungen der Wind- und Luftdruckfelder abgestrahlt. Lange Rossby-Wellen werden von östlichen Ufern und kurze Rossby-Wellen von westlichen Ufern abgestrahlt. Durch ihre Laufzeit durch das Ozeanbecken von Ost nach West bestimmen sie die charakteristische Reaktionszeit für die Einstellung einer stationären Ozeanzirkulation nach zeitlichen Änderungen des antreibenden Windmusters.
Obwohl Rossby-Wellen schon vor mehr als 100 Jahren theoretisch vorhergesagt wurden, gelang es erst Ende des 20. Jahrhunderts, ihre Existenz mittels herkömmlicher ozeanographischer Beobachtungsmethoden im Inneren der Wassersäule und mittels Satellitenaltimetrie an der Meeresoberfläche in jedem Ozean und auf allen Breiten zu bestätigen.

### Mathematische Beschreibung
Rossby-Wellen sind subinertiale Bewegungen, die sich nach der geostrophischen Anpassung auf einer rotierenden Kugel in einem quasigeostrophischen Gleichgewicht befinden. Ihre Besonderheit besteht darin, dass durch die räumliche Ausdehnung des dazugehörenden Druckmusters und die räumliche Änderung des Coriolisparameters die Divergenz der quasi-geostrophischen Strömung nicht exakt verschwindet. Dies hat eine langsame zeitliche Änderung des Druckfeldes in Form einer Rossby-Welle zur Folge.
Wir betrachten die Eigenschaften der linearen Rossby-Welle in einem unendlich ausgedehnten, reibungsfreien Ozean mit einem ebenen Boden in der Tiefe {\displaystyle z=-H} auf der mit der Winkelgeschwindigkeit {\displaystyle {\vec {\Omega }}} rotierenden Erde.
Die vertikal gemittelten Gleichungen für die horizontalen Geschwindigkeitskomponenten der hydrostatischen Flüssigkeit lauten
{\displaystyle {\frac {\partial u}{\partial t}}-fv=-g{\frac {\partial \eta }{\partial x}}},
{\displaystyle {\frac {\partial v}{\partial t}}+fu=-g{\frac {\partial \eta }{\partial y}}}.
In den Gleichungen sind:
- {\displaystyle t\,}: die Zeit
- {\displaystyle x,y,z\,}: die Koordinaten eines rechtwinkligen Koordinatensystems mit dem Nullpunkt im Meeresspiegel auf der geographischen Referenzbreite {\displaystyle \varphi _{0}}, z. B. positiv nach Osten, positiv nach Norden und positiv entgegen der Schwerkraft gerichtet.
- {\displaystyle u,v\,}: die horizontalen Komponenten des Geschwindigkeitsvektors in Richtung der x- und y-Achse.
- {\displaystyle \eta }: die Auslenkung der Meeresoberfläche aus der Ruhelage.
- {\displaystyle f=2\Omega \sin \varphi }, der Coriolisparameter.

Um die räumliche Änderung des Coriolisparameters zu berücksichtigen, muss er bei Verwendung eines kartesischen Koordinatensystems in eine Taylorreihe um die Bezugsbreite {\displaystyle \varphi _{0}} entwickelt werden, die nach dem linearen Glied abgebrochen wird
{\displaystyle f(y)=f(\varphi _{0})+{\frac {2\Omega \cos \varphi _{0}}{R}}y=f(\varphi _{0})+\beta y}.
Hier ist {\displaystyle R\,} der Radius der Kugel und {\displaystyle \beta ={\frac {2\Omega \cos \varphi _{0}}{R}}} der Betaparameter, der gleich dem meridionalen Gradienten des Coriolisparameters in der Bezugsbreite ist. Bei den folgenden Ableitungen wird immer die lineare Abhängigkeit des Coriolisparameters von der y-Koordinate zugrunde gelegt.
Für die Kontinuitätsgleichung der als inkompressibel angesehenen Flüssigkeit erhalten wir
{\displaystyle {\frac {\partial \eta }{\partial t}}+H\left({\frac {\partial u}{\partial x}}+{\frac {\partial v}{\partial y}}\right)=0},
Um eine Gleichung für die Auslenkung der Meeresoberfläche zu erhalten, wird die Divergenz der horizontalen Komponenten des Impulses unter Berücksichtigung der meridionalen Variation von {\displaystyle f(y)} gebildet und die Kontinuitätsgleichung eingesetzt
{\displaystyle {\frac {\partial ^{2}\eta }{\partial t^{2}}}-c^{2}\left({\frac {\partial ^{2}\eta }{\partial x^{2}}}+{\frac {\partial ^{2}\eta }{\partial y^{2}}}\right)+fH\zeta -\beta Hu=0},
wobei {\displaystyle c^{2}=gH} die Phasengeschwindigkeit einer langen Welle auf der nichtrotierenden Erde ist und
{\displaystyle \zeta ={\frac {\partial v}{\partial x}}-{\frac {\partial u}{\partial y}}},
die vertikale Komponente der Rotation des Geschwindigkeitsfeldes.
Im Falle einer rotierenden Flüssigkeit weist die obige Gleichung darauf hin, die Änderung der Rotation des horizontalen Geschwindigkeitsfeldes zu berücksichtigen. Zu diesem Zweck bilden wir die Rotation der Impulsgleichungen woraus sich die Gleichung für die zeitliche Änderung der vertikalen Komponente der Rotation der Geschwindigkeit, nämlich
{\displaystyle {\frac {\partial \zeta }{\partial t}}+f\left({\frac {\partial u}{\partial x}}+{\frac {\partial v}{\partial y}}\right)+\beta v=0},
ergibt. Das bedeutet, dass die zeitliche Änderung von {\displaystyle {\tfrac {\zeta }{f}}} auf der rotierenden Erde gleich der negativen Divergenz der horizontalen Bewegung, erweitert durch einen Anteil proportional zur südwärtigen Bewegung ist. Benutzt man die Kontinuitätsgleichung zur Elimination der horizontalen Divergenz, so ergibt sich
{\displaystyle {\frac {\partial }{\partial t}}\left({\frac {\zeta }{f}}-{\frac {\eta }{H}}\right)+{\frac {\beta }{f}}v=0}.
Diese Gleichung ist die linearisierte Form der Gleichung für die Erhaltung der potentiellen Vortizität einer homogenen Flüssigkeit auf einer sich drehenden Kugel. Sie kann auf die folgende verallgemeinerte Form gebracht werden
{\displaystyle {\frac {\mathrm {d} }{\mathrm {d} t}}{\frac {f+\zeta }{H+\eta }}=0}
Sie bringt zum Ausdruck, dass die potentielle Vortizität ihren Anfangswert an jedem Punkt zu allen Zeiten behält. Die linearisierte Form der Erhaltung der linearen Vortizität erhält man, wenn {\displaystyle \eta \ll H} und {\displaystyle \zeta \ll f} angenommen wird. Während die erste Annahme fast überall im Ozean gilt, ist die zweite Annahme nur dann gültig, wenn {\displaystyle {\frac {u}{R_{R}}}\ll f} und somit {\displaystyle {\frac {u}{c}}\ll 1} ist, d. h. die geostrophische Geschwindigkeit klein gegen die Phasengeschwindigkeit der langen Welle auf der nicht rotierenden Erde ist. Dies ist für barotrope Rossby-Wellen sicherlich immer der Fall, jedoch nicht für barokline Rossby-Wellen im Bereich von Westrandströmen, wie z. B. dem Golfstrom.
Leitet man die Gleichung für die Auslenkung der Meeresoberfläche noch einmal nach der Zeit ab, ergibt sich
{\displaystyle \left({\frac {\partial ^{2}}{\partial t^{2}}}+f^{2}\right){\frac {\partial \eta }{\partial t}}-c^{2}{\frac {\partial }{\partial t}}\left({\frac {\partial ^{2}\eta }{\partial x^{2}}}+{\frac {\partial ^{2}\eta }{\partial y^{2}}}\right)-H\beta \left(fv+{\frac {\partial u}{\partial t}}\right)=0}.
Wir betrachten jetzt subinertiale Bewegungen, die unter Abstrahlung von Poincaré-Wellen geostrophisch angepasst sind. Durch die folgenden Vernachlässigungen werden die Poincaré-Wellen aus den Bewegungsgleichungen für die Flüssigkeit des Ozeans herausgefiltert. Es gelten dann die folgende Näherungen:
{\displaystyle {\frac {\partial ^{2}}{\partial t^{2}}}\ll f^{2}},
{\displaystyle fv=g{\frac {\partial \eta }{\partial x}}}
O{u} = O{v}.
Damit erhalten wir eine Gleichung für die Auslenkung der Meeresoberfläche durch subinertiale Bewegungen auf der rotierenden Erde, nämlich durch Rossby-Wellen,
{\displaystyle f^{2}{\frac {\partial \eta }{\partial t}}-c^{2}{\frac {\partial }{\partial t}}\left({\frac {\partial ^{2}\eta }{\partial x^{2}}}+{\frac {\partial ^{2}\eta }{\partial y^{2}}}\right)-\beta c^{2}{\frac {\partial \eta }{\partial x}}=0}.

### Die Dispersionsbeziehung der Rossby-Wellen
Nimmt man eine Auslenkung der Meeresoberfläche in Form einer horizontal propagierenden Welle
{\displaystyle \eta =\eta _{0}e^{i(\omega t-kx-ly)}}
an und setzt diese Form in die Bewegungsgleichung für die Rossby-Welle ein, so ergibt sich die Dispersionsbeziehung für die Rossby-Welle zu
{\displaystyle \omega =-\beta R_{R}{\frac {kR_{R}}{1+(k^{2}+l^{2})R_{R}^{2}}}}
Es gibt einen barotropen und ein ganzzahliges Vielfaches an baroklinen Rossby-Radien {\displaystyle R_{\mathrm {R} }={\frac {c}{f}}}, die durch die jeweiligen Phasengeschwindigkeiten der entsprechenden langen Welle auf der nichtrotierenden Erde und den Coriolisparameter gegeben sind. Für die Ozeane ist der barotrope Rossby-Radius {\displaystyle R_{R0}} in der Größenordnung von 2000 km. Aktuelle Karten der globalen Verteilung des ersten baroklinen Rossby-Radius findet man bei Chelton et al. (1998); {\displaystyle R_{R1}} ist einige 10 km in mittleren Breiten.
Der barotrope Modus der Rossby-Welle breitet sich viele Meter pro Sekunde aus, so dass er ein typisches Ozeanbecken in wenigen Wochen durchquert. Jedoch die langsameren baroklinen Modi sind für die Dynamik des Ozeans wichtig. Sie breiten sich mit Geschwindigkeiten in der Größenordnung von 1 – 10 cm/s und brauchen entsprechen längere Zeit (Jahre) um ein Ozeanbecken zu durchqueren.

### Die Partikelgeschwindigkeit in Rossby-Wellen
Das mit der Rossby-Welle verbundene Geschwindigkeitsfeld ergibt sich in guter Näherung aus den quasigeostrophischen Gleichungen
{\displaystyle u={\frac {gl}{f}}\eta \left(\omega t-kx-ly+{\frac {\pi }{2}}\right)}
und
{\displaystyle v=-{\frac {gk}{f}}\eta \left(\omega t-kx-ly+{\frac {\pi }{2}}\right)}.
Auf Grund der geostrophischen Anpassung der Rossby-Wellen ist die Strömung parallel zu den Wellenkämmen und -Tälern gerichtet. Die kleinen ageostrophischen Anteile der Partikelgeschwindigkeiten der Rossby-Wellen ergeben sich aus der Breitenabhängigkeit des Coriolisparameters derart, dass die Geschwindigkeiten äquatorwärts höher als polwärts sind. Dies führt zu einer Konvergenz westlich eines Hochdruckrückens und somit zu einem dortigen Druckanstieg mit der Folge einer westwärtigen Verlagerung des Wellenmusters.

### Die planetare Divergenz der Rossby-Wellen
Berechnen wir die Divergenz für eine geostrophisch angepasste Flüssigkeit auf einer rotierenden Kugel und setzten das Ergebnis in die Kontinuitätsgleichung ein, so erhalten wir für die Kontinuitätsgleichung
{\displaystyle {\frac {\partial \eta }{\partial t}}-{\frac {\beta }{f^{2}}}c^{2}{\frac {\partial \eta }{\partial x}}=0}.
Das bedeutet, dass die Divergenz einer quasi-geostrophische Flüssigkeit auf einer rotierenden Kugel im Allgemeinen nicht verschwindet und somit eine zeitliche Änderung des Drucks zur Folge hat, die eine weitere Wellenbewegung hervorruft, nämlich die planetaren oder Rossby-Wellen. Aus der obigen Gleichung folgt auch, dass es zwei Spezialfälle gibt, für die die Divergenz der quasi-geostrophischen Bewegung auf einer rotierenden Kugel verschwindet. Der eine Fall gilt für die Pole, an denen {\displaystyle \beta =0} ist. Der andere Fall gilt für Druckfelder, die keinen zonalen Gradienten aufweisen.

### Die potenzielle und kinetische Energie der Rossby-Wellen
Die potenzielle Energiedichte {\displaystyle E_{\mathrm {p} }\,} der Rossby-Welle ist gegeben durch den entsprechenden Ausdruck für die Flachwasserwelle, nämlich
{\displaystyle E_{\mathrm {p} }={\frac {\rho }{2}}g{\bar {\eta ^{2}}}}.
Der Querstrich bezeichnet hier den Mittelwert über eine Wellenlänge. Die kinetische Energiedichte {\displaystyle E_{\mathrm {k} }} der Welle ergibt sich aus der Integration der lokalen kinetischen Energie über die gesamte Wassersäule, also
{\displaystyle E_{\mathrm {k} }={\frac {\rho }{2}}H\left({\bar {u^{2}}}+{\bar {v^{2}}}\right)={\frac {\rho }{2f^{2}}}g^{2}H\left(k^{2}+l^{2}\right){\bar {\eta ^{2}}}}.
Das Verhältnis von kinetischer zu potenzieller Energiedichte ist
{\displaystyle {\frac {E_{k}}{E_{p}}}={\frac {gH}{f^{2}}}\left(k^{2}+l^{2}\right)=\kappa _{H}^{2}R_{R}^{2}}.
Hier ist {\displaystyle \kappa _{H}} die horizontale Wellenzahl. Hieraus folgt, dass die potenzielle Energiedichte wesentlich größer als die kinetische für lange Rossby-Wellen ist, deren Wellenlängen sehr viel größer als der Rossbyradius sind. Beide Energiedichten sind gleich für Rossby-Wellen mit der maximalen Frequenz und die kinetische Energiedichte ist höher als die potenzielle für Rossby-Wellen mit wesentlich kleineren Wellenlängen als der Rossbyradius.

### Der Frequenzbereich der Rossby-Wellen
Aus der Dispersionsbeziehung der Rossby-Wellen folgt, dass sie im Allgemeinen dispersiv sind. Aus ihr lässt sich eine Vielzahl ihrer Eigenschaften ableiten.

Dispersionsbeziehung der ersten Moden einer baroklinen Rossby-Welle auf 30° geographischer Breite.

Da die Frequenz in der Dispersionsbeziehung vom Quadrat der meridionalen Wellenzahl l abhängt ist eine Phasenpropagation der Rossby-Wellen sowohl nach Norden als auch nach Süden möglich. Die lineare Abhängigkeit der Frequenz von der zonalen Wellenzahl k der Rossby-Welle erlaubt dagegen nur eine Phasenpropagation in westliche Richtung. Allgemein gesagt ist somit eine Phasenpropagation nur in den westlichen Halbraum möglich.

Minimale Periode des ersten baroklinen Moden einer Rossby-Welle der mittleren Breiten.

Die Dispersionsrelation sagt darüber hinaus aus, dass Rossby-Wellen eine maximale Frequenz für den Wellenzahlvektor {\displaystyle l_{\mathrm {max} }=0} und {\displaystyle k_{\mathrm {max} }=-{\frac {1}{R_{R}}}} haben. Die maximale Frequenz der Rossby-Welle beträgt für diesen Wellenzahlvektor
{\displaystyle \omega _{\mathrm {max} }={\frac {1}{2}}\beta R_{\mathrm {R} }={\frac {1}{2}}\beta {\frac {c}{f}}}.
Sie sinkt mit zunehmender Breite in Richtung der Pole. Die spektrale Lücke zwischen Poincaré-Wellen und Rossby-Wellen wird also in Richtung der Pole größer. Man kann auch alternativ sagen, dass eine Rossby-Welle mit einer gegebenen Frequenz bzw. Periode eine Umkehrbreite zugeordnet ist, so dass sie polwärts dieser Breite nicht mehr existieren kann. Die nebenstehende Abbildung zeigt, dass eine gegebene Periode nur äquatorwärts einer maximalen Breite existieren kann. So kann eine barokline Rossby-Welle mit der Periode von einem Jahr nur äquatorwärts von annähernd 45° Breite existieren.

### Die Gruppengeschwindigkeit der Rossby-Wellen
Im Gegensatz zur Phasengeschwindigkeit, also der Geschwindigkeit eines Wellenberges, der an der Wasseroberfläche nur einige Zentimeter hoch ist, in der Thermoklinen jedoch i. d. R. mehrere Meter aufweist, ist die Gruppengeschwindigkeit, also die Ausbreitungsrichtung von Wellenpaketen und damit des Energietransports, in jede Richtung möglich. Typische Geschwindigkeiten liegen in der Größenordnung von wenigen Zentimetern pro Sekunde. Die Meridionalkomponenten von Gruppen- und Phasengeschwindigkeit sind stets entgegengesetzt. Ob ein Paket aus Rossby-Wellen ost- oder westwärts propagiert, hängt von ihren Wellenlängen ab. Kurze Wellenlängen, d. h. {\displaystyle k^{2}+l^{2}>R_{\mathrm {R} }^{-2}} breiten sich gen Osten aus, wohingegen große Wellenlängen, d. h. {\displaystyle k^{2}+l^{2}<R_{R}^{-2}} einen westwärtigen Energietransport aufweisen.
Die Gruppengeschwindigkeit weist für eine gegebene meridionale Wellenzahl {\displaystyle l\,} zwei Maxima auf. Für {\displaystyle l=0\,} liegt eines der Maxima bei {\displaystyle k=0\,} und beträgt {\displaystyle c_{\mathrm {gr,max,1} }=-\beta R_{\mathrm {R} }^{2}}. Da die Dispersionsbeziehung für diese Wellenzahlkombination dispersionsfrei ist, breiten sich lange Rossby-Wellen dispersionsfrei mit der maximalen Gruppengeschwindigkeit nach Westen aus. Das zweite Maximum der Gruppengeschwindigkeit liegt bei der Wellenzahl {\displaystyle l=0\,} und {\displaystyle k^{2}R_{\mathrm {R} }^{2}=3} und beträgt {\displaystyle c_{\mathrm {gr,max,2} }={\frac {\beta }{8}}R_{\mathrm {R} }^{2}}.
Von einem räumlich isolierten quasigeostrophischen Druckstörung in Form eines Wellenpaketes breitet sich also eine Front dispersionsfreier langer Rossby-Wellen mit der maximalen Gruppengeschwindigkeit {\displaystyle c_{\mathrm {gr,max,1} }=-\beta R_{\mathrm {R} }^{2}} nach Westen aus, während sich eine zweite, dispersive Front kurzer Rossby-Wellen mit einem Achtel der Gruppengeschwindigkeit der langen Wellen nach Osten ausbreitet. Zwischen diesen beiden Fronten bleibt eine Rossby-Welle mit verschwindender Gruppengeschwindigkeit zurück, die die oben angegebene Wellenlänge {\displaystyle k_{\mathrm {max} }} und Frequenz {\displaystyle \omega _{\mathrm {max} }} hat.

Propagationszeit der Front des ersten Moden barokliner langer Rossby-Wellen über die Distanz eines Rossby_Radius als Funktion der geographischen Breite.

Wenn eine Druckrinne oder -Rücken mit der charakteristischen Breite eines Rossby-Radius am Ostufer eines Ozeans existiert, wie sie für Kelvinwellen oder Küstenstrahlströme typisch sind, propagiert eine Front langer Rossby-Wellen mit der maximalen Gruppengeschwindigkeit westwärts in den offenen Ozean hinaus. Wenn die Front über einen Rossbyradius hinaus in den Ozean vorgedrungen ist, beginnt sie das Druckmuster nach Westen zu verbreitern, was die geostrophisch angepasste Geschwindigkeit in der Küstengrenzschicht verringert. Die charakteristische Zeit für das Durchlaufen der Küstenzone ist {\displaystyle T_{R}={\frac {R_{\mathrm {R} }}{c_{\mathrm {gr,max,1} }}}={\frac {1}{\beta R_{\mathrm {R} }}}}. Die Abhängigkeit dieser charakteristischen Zeit von der geographischen Breite ist in der nebenstehenden Abbildung gezeigt und ist bis auf den Proportionalitätsfaktor {\displaystyle 4\pi } gleich der der minimalen Periode der Rossby-Welle. Während in tropischen Breiten die charakteristische Zeit nur wenige Tage beträgt, liegt sie in subtropischen Breiten bei rund drei Wochen und in subpolaren Breiten bei zwei Monaten.
Eine Druckstörung an einem westlichen Ufer des Ozeans bleibt über eine 8-mal längere Zeit von Rossby-Wellen unbeeinflusst, da die nach Osten gerichtete maximale Gruppengeschwindigkeit entsprechend langsamer ist. Die Rossby-Wellen führen somit zu einer Ost-West-Asymmetrie in den dynamischen Reaktionen eines Ozeans.

## Rossby-Welle und stationäre Ozeanzirkulation
Rossby-Wellen spielen eine wesentliche Rolle bei der Einstellung eines stationären Zustandes der windegetriebenen Ozeanzirkulation. Die atmosphärische Zirkulation an der Meeresoberfläche erzeugt über den Ekman-Transport eine mit der Zeit anwachsenden Druckstörung in Form von Hochdruckrücken oder Tiefdruckrinnen. Diese lösen am Ostufer des Ozeans eine mit der maximalen Gruppengeschwindigkeit nach Westen propagierende Rossby-Wellenfront aus. Hinter der Wellenfront schaltet die Dynamik von einer Ekman-Bilanz auf eine Sverdrup-Bilanz um, d. h. solange die Divergenz des Ekman-Transports durch Auftrieb oder Downwelling ausgeglichen wird, wächst die Druckstörung an. Hinter der Rossby-Wellenfront wird die Divergenz des Ekman-Transports durch die planetare Divergenz der meridionalen Komponente der Ozeanzirkulation ausgeglichen und damit stellt sich ein stationärer Zustand, das Sverdrup-Regime, ein. Die charakteristische Zeit zur Einstellung einer stationären Ozeanzirkulation ist somit die Zeit, die die Rossby-Wellenfront benötigt, um vom Ostufer des Ozeans bis zu einem beliebigen Punkt im Ozean zu gelangen. Sie wächst linear vom Ost- zum Westufer, wodurch die vom Wind angeregten Druckstörungen im westlichen Teil des Ozeans länger anwachsen können, bis sie durch das Eintreffen der Rossby-Wellenfront quasi fixiert werden.
Dies erklärt die in den Ozeanen beobachtete Asymmetrie zwischen der langsamen und breiten Ostrand- und der schmalen und intensiven Westrandströmung der ozeanischen Wirbel, die die verschiedenen Zweige der Ozeanzirkulation bilden. Die vollständige Reaktionszeit für die Einstellung einer stationären Zirkulation ist die Propagationszeit der Rossby-Wellenfront vom Ost- an das Westufer, die in den äquatorialen Breiten in der Größenordnung von Monaten und in subtropischen und höheren Breiten ein bis mehrere Jahre beträgt.

## Beobachtungen von ozeanischen Rossby-Wellen
Über viele Jahrzehnte befanden sich die Ozeanographen in der schwierigen Lage, eine akzeptierte Theorie der Rossby-Wellen, jedoch keine direkte Bestätigung dieses wichtigen Phänomens durch Beobachtung zu haben. Die den Wellen inhärenten räumlichen und zeitlichen Skalen erschwerten die In-situ-Beobachtung der Wellen mit der damals zur Verfügung stehenden Messtechnik. Erste Nachweise der Existenz barokliner planetarer Wellen im Ozean gelangen Emery and Magaard (1976) und White (1977) durch die Messung der Variationen der Tiefe der Isothermen im Inneren des Ozeans, die in der Größenordnung von 10 m liegen. Die verbleibenden Einschränkungen in der räumlichen und zeitlichen Abtastung der propagierenden Wellenmuster konnten jedoch noch nicht die erforderlichen Charakteristiken der Wellenmuster und ihrer Ausbreitung liefern.
Der Einsatz von Altimetern auf erdumkreisenden Satelliten als Trägerplattform machte es möglich, detaillierte Eigenschaften der Rossby-Wellen durch die Vermessung ihrer Signatur an der Meeresoberflächen zu beobachten. Altimetermessungen müssen die folgenden Voraussetzungen haben, um die Eigenschaften von Rossby-Wellen zu ermitteln:
- Die Genauigkeit der Messung der Auslenkung der Meeresoberfläche muss ausreichen, um ein Signal von wenigen cm zu erfassen.
- Die Länge der Zeitreihe und das Muster der räumlichen und zeitlichen Abtastung der Auslenkung der Meeresoberfläche muss den charakteristischen räumlichen und zeitlichen Variationen der Rossby-Wellen entsprechen.
- Aus dem gewonnenen Datensatz müssen andere Ursachen der Auslenkung der Meeresoberfläche durch ihre zu den planetaren Wellen unterschiedlichen räumlichen und zeitlichen Muster identifiziert und eliminiert werden können. Dies erfordert wiederum solche Abtastmuster, dass keine Abtastfehler in den Skalenbereich der planetaren Wellen hinein projiziert werden.

Der Start von TOPEX/Poseidon (T/P) 1992 markierte den Beginn einer neuen Ära in der Beobachtung planetarer Wellen vom Weltraum aus. Das Muster seiner sich alle 10 Tage exakt wiederholenden Erdumlaufbahnen war speziell entworfen worden, um durch Gezeiten verursachtes Aliasing im Skalenbereich der Rossby-Wellen zu vermeiden. Erste auf T/P Messungen basierende Untersuchungen identifizierten Rossby-Wellen in den verschiedensten Regionen des Weltozeans. Die umfangreiche Studie von Chelton and Schlax (1996) zeigte die Allgegenwart der Rossby-Wellen und bewies, dass sie in den mittleren Breiten tendenziell schneller propagieren als es durch die lineare Theorie vorhergesagt wird. Die TOPEX/Poseidon-Mission wurde durch die nachfolgenden Jason-1- und Jason-2-Missionen 2001 bzw. 2008 fortgesetzt.
Die Theorie der planetaren Wellen wurde durch Einbeziehung der baroklinen Hintergrundströmung und der Variation der Bodentopographie des Ozeans erweitert. Die von der erweiterten Theorie vorhergesagten Ausbreitungsgeschwindigkeiten der planetaren Wellen stimmen weitgehend mit den Beobachtungen überein.
Außer mit Altimetern wurden die Signaturen ozeanischer Rossby-Wellen auch durch die Messung der Meeresoberflächentemperatur (SST) von Satelliten aus nachgewiesen. Die thermische Signatur der Rossby-Wellen ist nicht eine so direkte Darstellung der Welleneigenschaften wie die der Auslenkung der Meeresoberfläche. Dennoch ist sie bedeutend, da sie zeitliche und räumliche Skalen der thermischen Wechselwirkung zwischen Ozean und Atmosphäre bestimmt, was wiederum für die Variation des Klimas bedeutend ist.
In Messungen der ozeanischen Verteilung von Chlorophyll-a-Konzentration wurden vom Satelliten aus Muster gefunden, die denen von planetaren Wellen entsprechen. Dies deutet an, dass planetare Wellen Einfluss auf die Dynamik mariner Ökosysteme haben können.
Der thermische und ökologische Effekt der planetaren Wellen kann einerseits durch die Advektion der entsprechenden meridionaler Gradienten mittels Partikelgeschwindigkeit der Rossby-Wellen, andererseits durch die Auswirkung der entsprechenden vertikalen Flüsse von Wärme, Licht und Nährstoffen auf die Eigenschaften der Deckschicht, deren Dicke durch die Dynamik der Rossby-Wellen bestimmt ist, erfolgen.